# Pseudischyrus ventriloquax
Pseudischyrus ventriloquax är en skalbaggsart som beskrevs av Boyle 1956. Pseudischyrus ventriloquax ingår i släktet Pseudischyrus och familjen trädsvampbaggar. Inga underarter finns listade i Catalogue of Life.